# 工藤祐二朗
工藤 祐二朗（くどう ゆうじろう、1996年7月5日 - ）は、静岡県駿東郡清水町出身の元プロ野球選手（内野手）。右投左打。ルートインBCリーグでプレーした。

## 経歴
小学2年からソフトボールを始める。南中学時代は「スルガボーイズ」に所属。父の運営する清水町の練習場に通い、兄とともに主力として活躍した。韮山高校入学後、1年夏から出場し、3年夏はエース投手で活躍。専修大では1年春からベンチ入りした。2年秋の対國學院戦では2番・ショートでリーグ戦初先発を果たす。
2018年11月22日にベースボール・チャレンジ・リーグ（ルートインBCリーグ）の福井ミラクルエレファンツに特別合格し入団。2019年6月1日の対富山戦では、高校時代以来5年ぶりとなる初本塁打を記録した。
2019年11月20日、神奈川フューチャードリームスへ移籍することが発表された。2022年10月5日、任意引退による退団が発表された。
2025年2月6日、学生野球資格回復研修受講に伴い、同資格を回復した。

## 詳細情報

### 年度別打撃成績
| 年 度     | 球 団     | 試 合 | 打 数 | 得 点 | 安 打 | 二 塁 打 | 三 塁 打 | 本 塁 打 | 打 点 | 盗 塁 | 犠 打 | 犠 飛 | 四 球 | 死 球 | 三 振 | 打 率 | 出 塁 率 | 長 打 率 |
| --------- | --------- | ----- | ----- | ----- | ----- | -------- | -------- | -------- | ----- | ----- | ----- | ----- | ----- | ----- | ----- | ----- | -------- | -------- |
| 2019      | 福井      | 69    | 271   | 25    | 90    | 12       | 4        | 3        | 53    | 11    | 4     | 3     | 33    | 2     | 43    | .332  | .405     | .509     |
| 2020      | 神奈川    | 52    | 173   | 31    | 56    | 11       | 3        | 1        | 30    | 9     | 4     | 2     | 14    | 1     | 19    | .324  | .374     | .439     |
| 2021      | 神奈川    | 49    | 158   | 18    | 51    | 4        | 2        | 1        | 22    | 0     | 5     | 0     | 13    | 2     | 14    | .323  | .382     | .392     |
| 2022      | 神奈川    | 59    | 200   | 31    | 59    | 10       | 4        | 0        | 26    | 1     | 3     | 1     | 21    | 0     | 20    | .295  | .360     | .385     |
| 通算：4年 | 通算：4年 | 229   | 802   | 105   | 256   | 37       | 13       | 5        | 131   | 21    | 16    | 6     | 81    | 5     | 96    | .319  | .383     | .416     |

- 2022年シーズン終了時点

### 背番号
- 1 （2019年）
- 8 （2020年 - 2022年）